# フランチェスコ・ポデスティ
フランチェスコ・ポデスティ（Francesco Podesti、1800年3月21日 - 1895年2月10日）は、イタリアの画家である。肖像画や歴史画を描き、ヴァチカン宮殿のフレスコ画も描いた。

## 略歴
イタリア中部のアドリア海沿岸の港町、アンコーナの仕立て屋の息子に生まれた。父親が亡くなった後、ローマに移り、アカデミア・ディ・サン・ルカで、ガスパーレ・ランディ(Gaspare Landi: 1756-1830)やヴィンチェンツォ・カムッチーニ(1771-1844)に学び 、カムッチーニの工房で助手として働いた。1824年に支援を受けていたアンコーナに作品を寄贈した。アンコーナの教会の祭壇画の注文を受け、ローマで肖像画家として働いた。
ローマの貴族のトルロニア家のメンバーから注文を受けるようになり、1835年にトルロニア家の邸宅の壁画を制作した。その年アカデミア・ディ・サン・ルカの会員に選ばれた。イタリア各地で仕事をするようになり1836年にサルデーニャ王国の国王カルロ・アルベルトからトリノの王宮に装飾画を描く注文を受け、1841年に完成させた。トリノ滞在中に結婚した。サルデーニャ国王から勲章を授与され、トリノの美術学校(Accademia Albertina)の校長になることを要請されたが、それを辞退しローマに戻った。
革命でローマ共和国が成立した後、鎮圧のために派遣されたフランス軍と1949年の春にローマ大学の戦いを士官として戦った。1851年のロンドン万国博覧会に作品を出展した。
1856年から1865年の間、教皇ピウス9世のために、ヴァチカンの「無原罪のお宿りの広間」の壁画を描いた。
80歳を越えても展覧会への出展を続け、1895年にローマで亡くなった。

## 作品

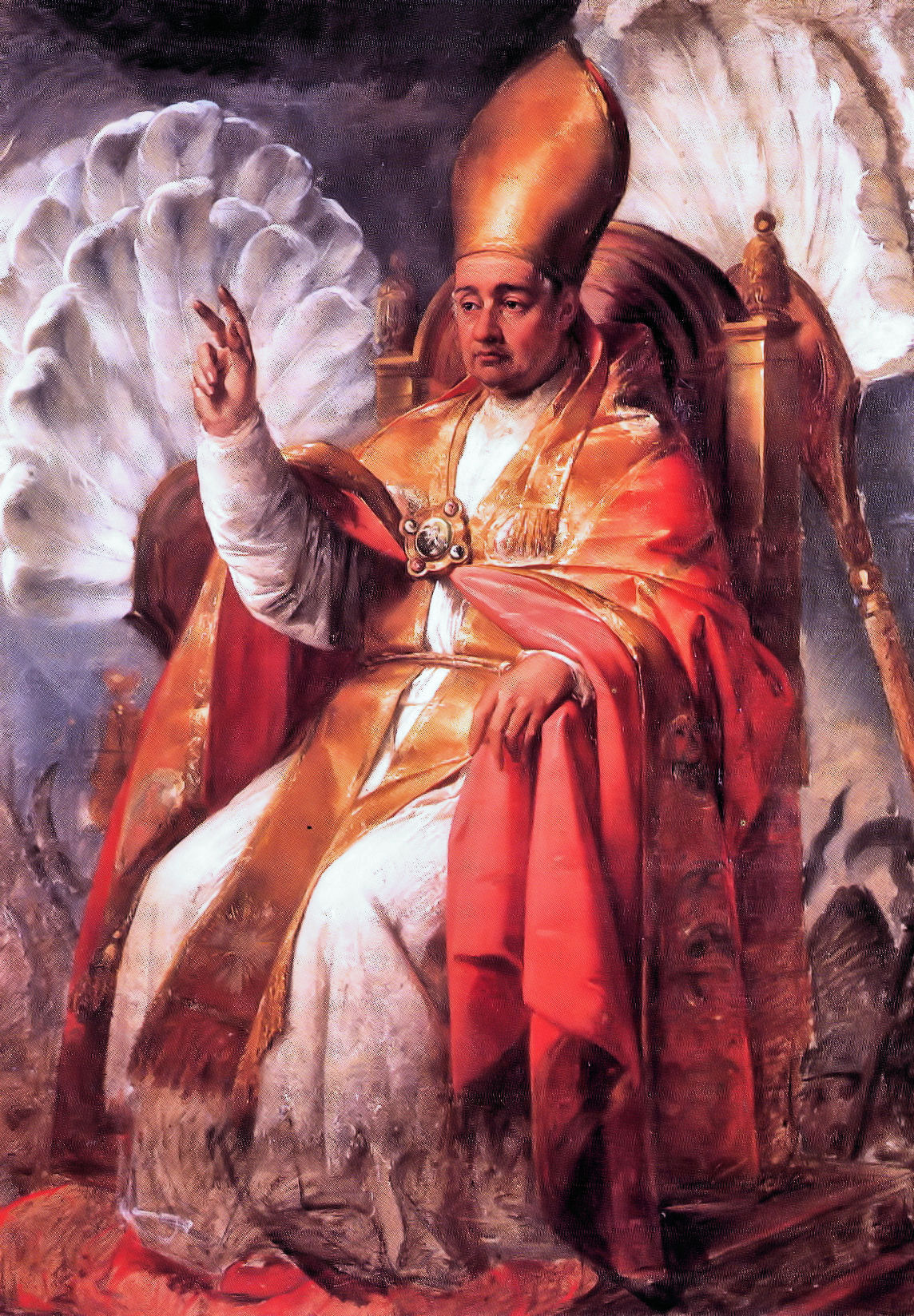
グレゴリウス16世 (ローマ教皇)(c.1834) バチカン美術館
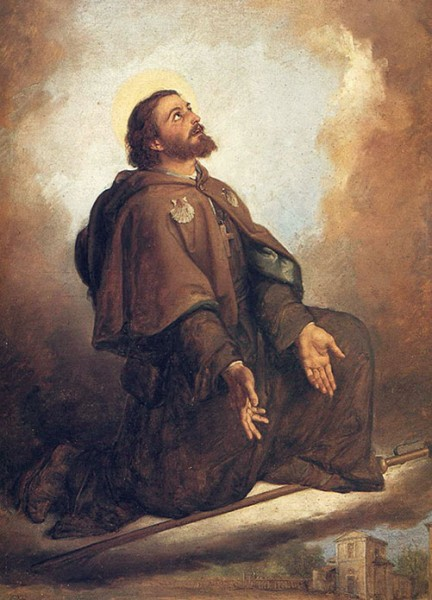
アマート・ロンコーニ（13世紀の慈善家）
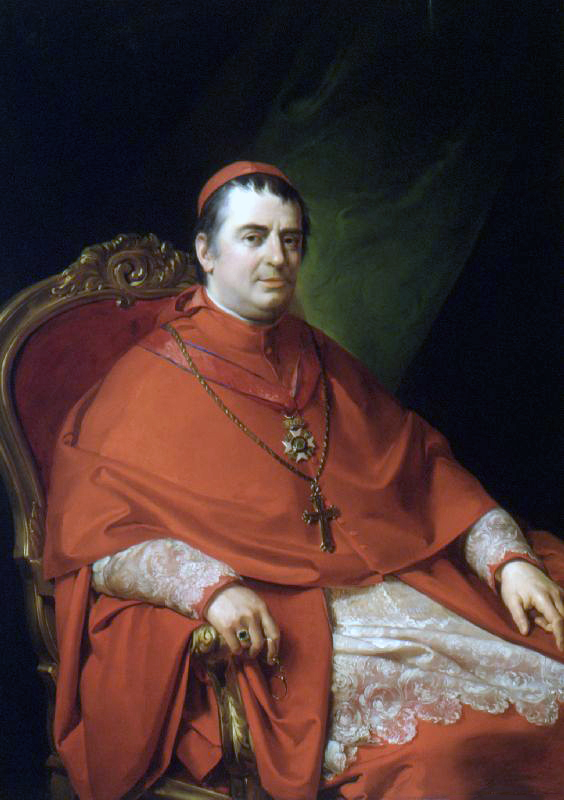
枢機卿 Gabriele Ferretti(1840/1860) Gabriele Ferretti
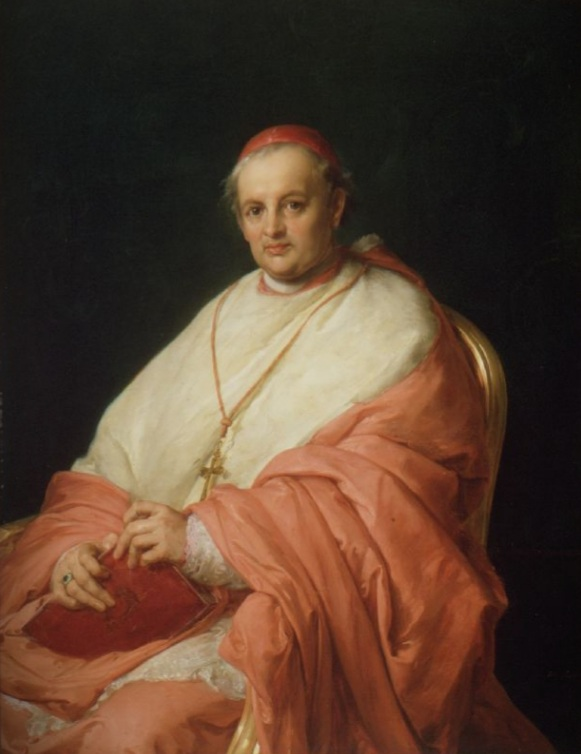
枢機卿 Antonio Maria Cadolini

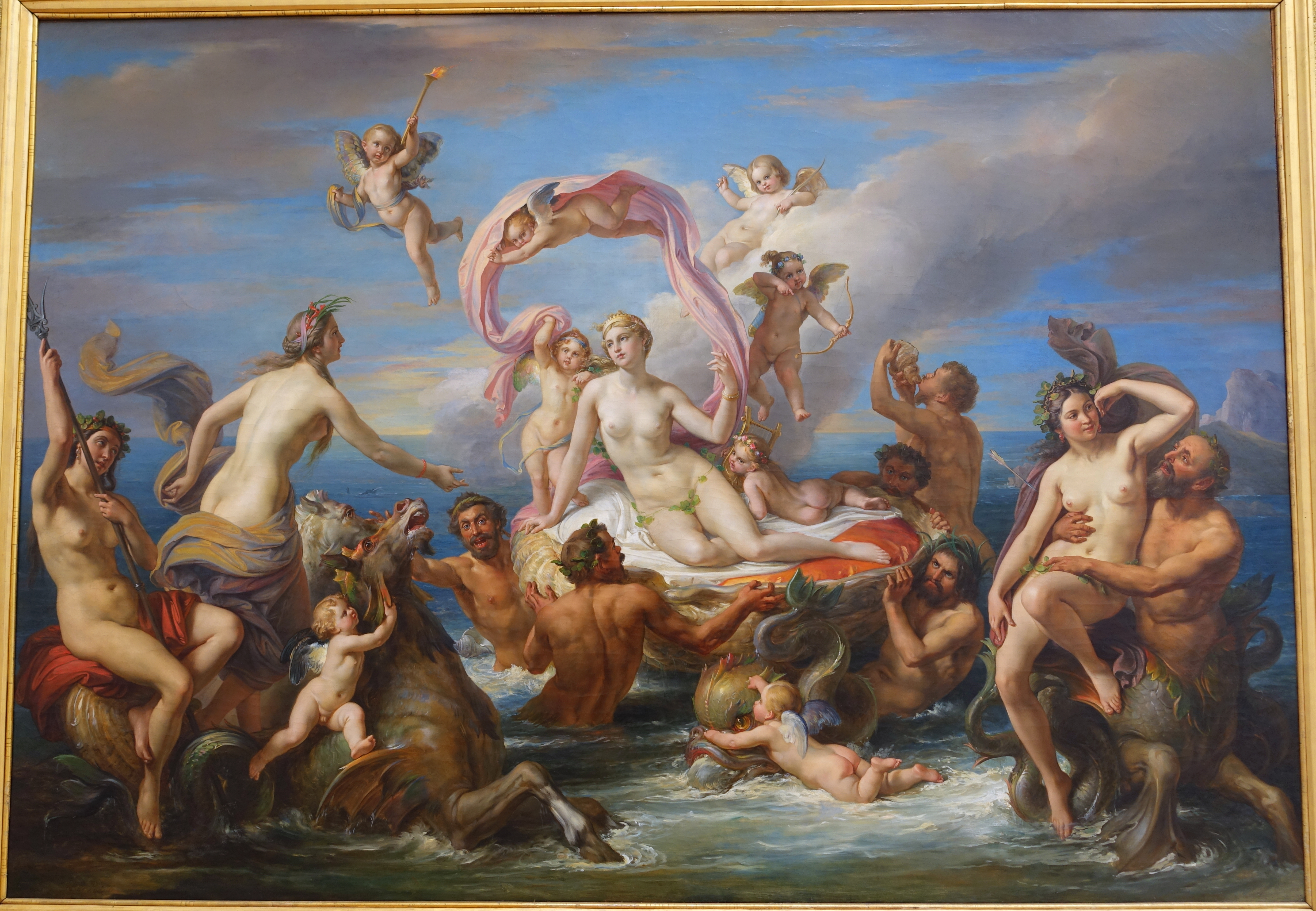
ヴィーナスの勝利
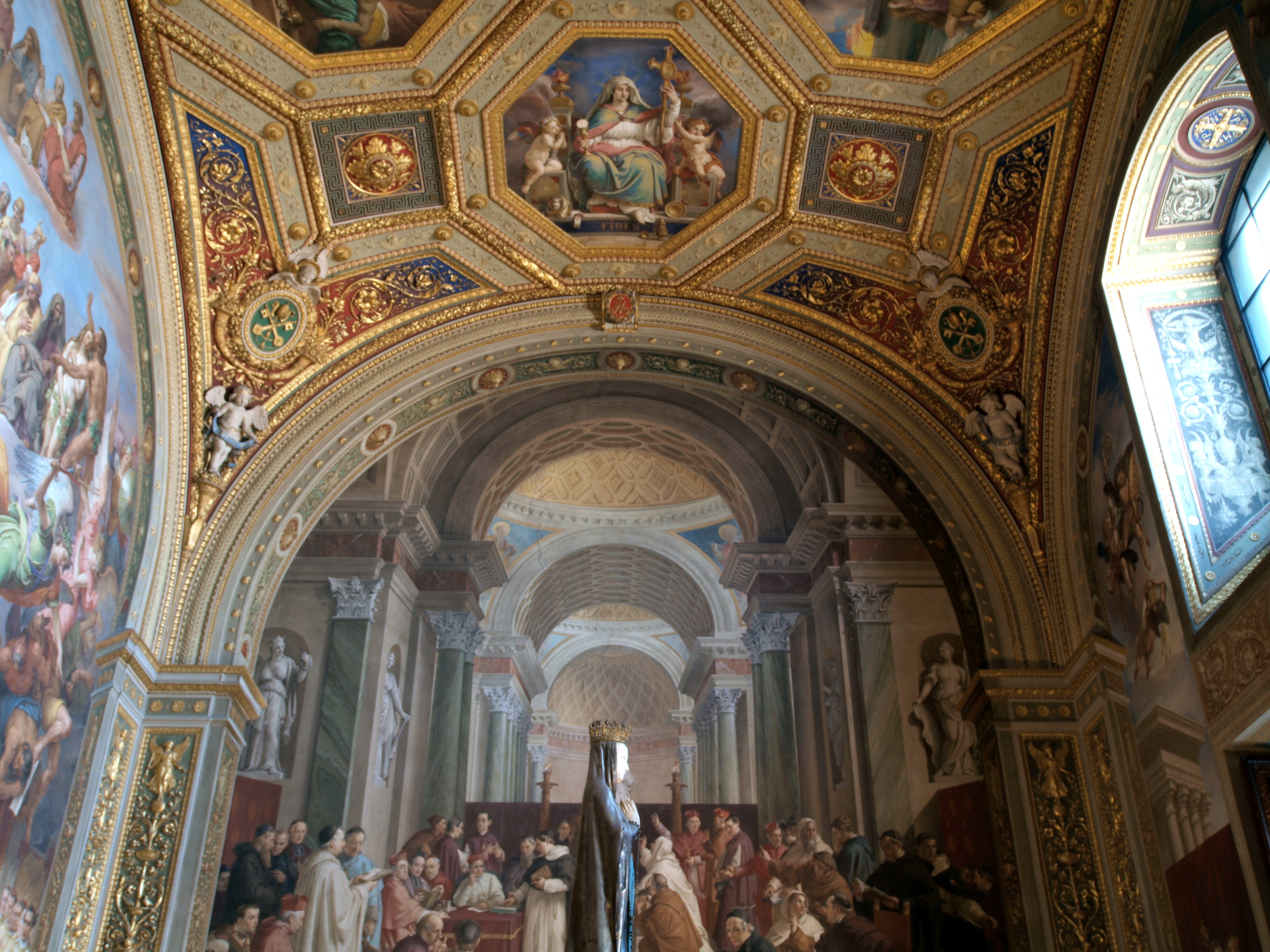
Sala dell'Immacolata(壁画)
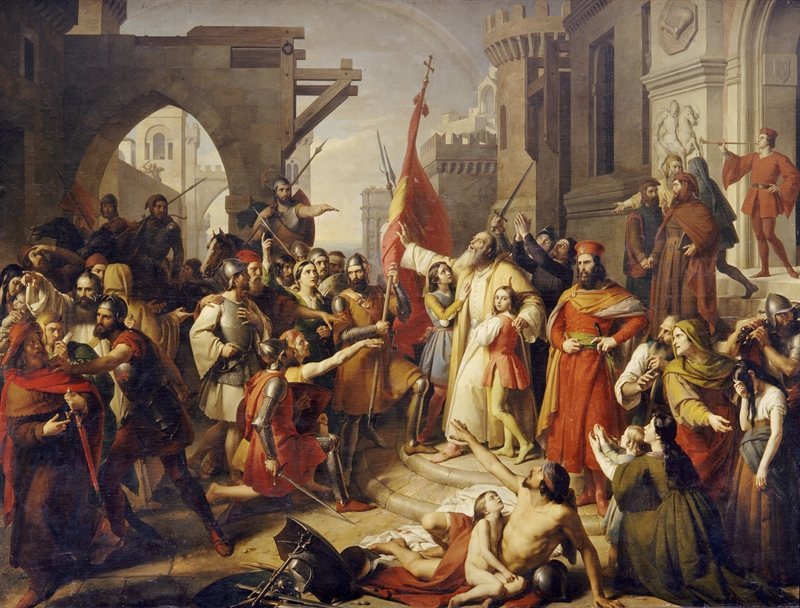
1174年のアンコーナ包囲戦(1844)